# Luo Wei
Luo Wei (chiń. 罗微; ur. 23 maja 1983 w Pekinie) – chińska zawodniczka taekwondo, mistrzyni olimpijska z Aten (2004), dwukrotna medalistka mistrzostw świata.
W 2004 roku uczestniczyła w igrzyskach olimpijskich w Atenach. W kategorii do 67 kg zdobyła złoty medal olimpijski. 
W 2003 roku zdobyła złoty, a w 2007 roku brązowy medal mistrzostw świata w kategorii do 72 kg, w 2006 roku srebrny, w 2008 roku brązowy medal mistrzostw Azji, natomiast w 2006 i 2010 roku złote, a w 2002 roku brązowy medal igrzysk azjatyckich. 